# Callipara africana
Callipara africana is een slakkensoort uit de familie van de Volutidae. De wetenschappelijke naam van de soort werd voor het eerst geldig gepubliceerd in 1856 door Reeve als Voluta africana.